# イ・テガン
イ・テガン（1986年1月30日 - ）は、韓国・チンジュ市出身の俳優、歌手、タレント、MC。TG entertainment所属。身長177cm、体重65kg。

## 来歴
- 2006年、韓国でK-POPグループ「ZAZA」にて歌手デビュー。
- ペ・ヨンジュン主催のオーディション「ブロコリ会員16万人が選ぶ新韓流スターオーディション」を勝ち抜き、IMXと専属契約を結んだ。
- 2008年11月1日、インタラクティブメディアミックスからワタナベエンターテインメントに移籍。
- 2013年10月23日、avexからメジャーCDデビュー。
- 2018年5月23日、TG entertainmentに移籍。

## 人物
- 特技は、合気道（公認4段）とテニス（全国少年体育典準優勝）。
- 父は警察官[1]。
- 3人姉弟の末っ子長男で、2人の姉は双子である。

## ディスコグラフィー

### 日本

#### シングル
1. Over and Over（2013年10月23日）

## 出演

### バラエティ
- チョナンカン2（2008年9月）
- 明石家さんちゃんねる
- ダウンタウンDX
- ドォーモ（2009年3月 - 2010年3月、九州朝日放送） - レポーター
- ハチナビ スーパーニュース（2009年3月 - ） - 中継担当
- 祝女〜shukujo〜（2010年1月 - 、NHK総合） - 「無限男子」のメンバーとして
- アサデス。（2010年4月 - ）
- ごちテレ!（2010年4月 - 、J:COM福岡）
- ネプ&イモトの世界番付（2011年2月 - ）

### ドラマ
- 指恋(ゆびこい)～君に贈るメッセージ～
- 祝女

### 映画
- 彼岸島（2010年）
- クロサワ映画2011〜笑いにできない恋がある〜（2011年） - ペ・ウンソン 役
- チャイ・コイ（2013年12月7日） - ハヌル 役
- 奴隷区（2014年） - 墨田ズシオウマル 役

### 舞台
- サムライモード（2008年6月20日・21日）

### DVD
- アジアンMEN'Sグラフィティ イ・テガン -追われる男in京都（2009年1月30日）

### 写真集
- T3